# هایکاز مسیایان
هایکاز کسمسی مسیایان (ارمنی: Հայկազ Կոսմոսի Մեսիայան؛  زادهٔ ۸ ژانویهٔ ۱۹۱۷ - درگذشته ۱ ژوئیهٔ ۲۰۰۴) رهبر ارکسنر، کارشناس آموزشی اهل ارمنستان بود. وی بین سال‌های - تا - میلادی فعالیت می‌کرد.

## زندگی‌نامه
وی در ۸ ژانویهٔ ۱۹۱۷ در سباستیا به دنیا آمد و از کنسرواتوار دولتی چایکوفسکی مسکو (۱۹۴۷) فارغ‌التحصیل گشت. وی در تالار بولشوی تالار آکادمی ملی اپرا و باله آلکساندر اسپنداریان فعالیت می‌کرد.  همچنین برندهٔ جوایزی همچون هنرمند شایسته ارمنستان شوروی (۱۹۶۲) شده است. وی در ۱ ژوئیهٔ ۲۰۰۴ در سن ۸۷ سالگی در ایروان درگذشت.